# Bor trifluoride
Bor trifluoride, là một hợp chất vô cơ có thành phần chính gồm hai nguyên tố là bor và fluor, với công thức hóa học được quy định là BF3. Hợp chất này tồn tại dưới dạng thức một loại khí không màu có độc tính, tạo thành khói trắng trong không khí ẩm ướt. Nó cũng là một hợp chất thuộc nhóm acid Lewis, tiện dụng và là một hợp chất nền móng cho các hợp chất bor khác.

## Lịch sử
Bor trifluoride được Joseph Louis Gay-Lussac và Louis Jacques Thénard phát hiện năm 1808, với ý định ban đầu của họ là cố gắng tổng hợp được hợp chất "acid fluoric" bằng cách kết hợp calci fluoride với acid boric đông lạnh. Các hơi nước tạo thành trong hỗn hợp sau phản ứng đều thất bại trong việc khắc thủy tinh, do đó nó không phải HF, và họ đã đặt tên nó là khí fluorboric.

## Phản ứng
BF3 có khả năng hòa tan trong HF tạo ra acid tetrafluoroboric:
BF3 + HF → HBF4
Acid này có thể tạo muối với nhiều kim loại khác nhau, như Fe(BF4)2, Cr(BF4)3,…

Tác dụng với NaOH, cho ra hỗn hợp 2 muối natri tetrafluoroborat và borax (hàn the):
16BF3 + 14NaOH → Na2B4O7 + 12NaBF4 + 7H2O

## Điều chế

### Trong công nghiệp
BF3 được tạo ra bằng phản ứng của dibor trioxide với hydro fluoride:
B2O3 + 6HF → 2BF3 + 3H2O
Thông thường, HF được sản xuất tại chỗ từ acid sulfuric và calci fluoride (CaF2).  Khoảng 2300-4500 tấn bor trifluoride được sản xuất hàng năm. 

### Trong phòng thí nghiệm
Đối với các phản ứng quy mô phòng thí nghiệm, BF3 thường được sản xuất tại chỗ bằng cách sử dụng bor trifluoride etherat, là một chất lỏng có bán trên thị trường.
(C2H5)2OBF3 → (C2H5)2O + BF3
Các tuyến đường trong phòng thí nghiệm đến các vật liệu không chứa dung môi là rất nhiều. Một lộ trình được ghi chép rõ ràng liên quan đến sự phân hủy nhiệt của muối benzendiazoni tetrafluoroborat.
C6H5N2BF4 → C6H5F + BF3 + N2
Ngoài ra, nó phát sinh từ phản ứng của natri tetrafluoroborat , bor trioxide và acid sulfuric : 
6NaBF4 + B2O3 + 6H2SO4 → 8BF3 + 6NaHSO4 + 3H2O

## Ứng dụng

### Hóa học hữu cơ
Bor trifluoride được sử dụng làm chất thử trong tổng hợp hữu cơ, điển hình như một hợp chất thuộc nhóm acid Lewis. Những ví dụ gồm: khởi đầu phản ứng trùng hợp của các hợp chất không bão hòa, như các hợp chất polyete; đóng vai trò là một chất xúc tác trong quá trình đồng phân hóa, acyl hóa, ankyl hóa, este hóa, mất nước, ngưng tụ và các phản ứng khác.

### Ứng dụng khác
Các ứng dụng khác ít phổ biến hơn của bor trifluoride bao gồm: được áp dụng như chất phụ gia trong cấy ion; được sử dụng trong các máy dò neutron nhạy cảm trong các buồng ion hóa và các thiết bị để theo dõi mức độ bức xạ trong bầu khí quyển của Trái Đất; được sử dụng trong khử trùng; đóng vai trò như là một thông lượng để hàn magnesi; và dùng để điều chế diboran.

## Hợp chất khác
BF3 còn tạo một số hợp chất với NH3, như BF3·NH3 là tinh thể màu trắng hay các phức BF3·2NH3, BF3·3NH3 đều là các chất lỏng không màu.
BF3 còn tạo một số hợp chất với N2H4, như 2BF3·N2H4 (BF3·½N2H4) (nóng chảy ở 87 ℃) hay BF3·N2H4 (nóng chảy ở 260 ℃). Chúng đều là các tinh thể không màu.